# Liste de ponts du Nigeria
Cette liste de ponts du Nigeria présente les ponts remarquables du Nigeria, tant par leurs caractéristiques dimensionnelles, que par leur intérêt architectural ou historique.

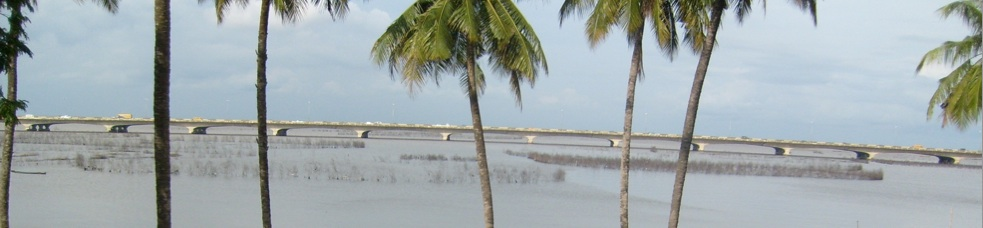
Le Third Mainland Bridge, plus long pont d'Afrique.

Elle est présentée sous forme de tableaux récapitulant les caractéristiques des différents ouvrages, et peut être triée selon les diverses entrées pour voir un type de pont particulier ou les ouvrages les plus récents par exemple. La seconde colonne donne la classification de l'ouvrage parmi ceux présentés, les colonnes Portée et Long. (longueur) sont exprimées en mètres. Date indique la date de mise en service du pont.

## Grands ponts
Ce tableau présente les grands ponts du Nigeria (liste non exhaustive).
|  |   | Nom                   | Portée | Long. | Type                                            | Voie portée Voie franchie                         | Date | Localisation                                                               | État    | Ref.  |
|  | - | --------------------- | ------ | ----- | ----------------------------------------------- | ------------------------------------------------- | ---- | -------------------------------------------------------------------------- | ------- | ----- |
|  | 1 | Third Mainland Bridge |        | 11800 | Poutre-caisson Béton précontraint               | E1 Lagune de Lagos                                | 1990 | Lagos Shomolu - Lagos Mainland - Lagos Island 6° 30′ 12″ N, 3° 24′ 09,9″ E | Lagos   | [ 1 ] |
|  | 2 | Pont de Lekki-Ikoyi   |        | 1358  | Haubané Monopylône, tablier béton, pylône béton | Alexander Avenue Admiralty Way Five Cowries Creek | 2013 | Lagos Ibeju-Lekki - Ikoyi 6° 26′ 59,8″ N, 3° 27′ 09,5″ E                   | Lagos   | [ 2 ] |
|  | 3 | Pont d'Onitsha        |        |       | Treillis Acier                                  | Asaba-Agbor Highway A232 Niger                    | 1965 | Onitsha 6° 08′ 02″ N, 6° 45′ 36,1″ E                                       | Anambra |       |
|  | 4 | Pont de Yola          |        |       | Poutres Béton précontraint                      | Numan Road A13 Bénoué                             |      | Yola 9° 17′ 23,4″ N, 12° 27′ 56,2″ E                                       | Adamawa |       |